# Фірмен Мубеле
Фірмен Ндомбе Мубеле (фр. Firmin Ndombe Mubele, нар. 17 квітня 1992, Кіншаса) — конголезький футболіст, нападник клубу «Ренн».
Виступав, зокрема, за клуб «Віта Клуб», а також національну збірну Демократичної Республіки Конго.

## Клубна кар'єра
В березні 2013 року в складі «АС Віта» в матчі 1/2 фіналу Ліги чемпіонів КАФ проти «Кайзер Чифс». У фінальному матчі він також зіграв, але його команда поступилася алжирському «ЕС Сетіф».
В липні 2015 року він приєднався до катарського клубу «Аль-Аглі». В складі «Аль-Аглі» дебютував 13 вересня 2015 року в виїзному матчі (1:1) національного чемпіонату проти «Ель-Джаїш».
30 січня 2017 року перейшов до клубу французької Ліги 1 «Ренн».

## Виступи за збірну
В 2013 році дебютував за збірну ДР Конго U-20 на Турнірі в Тулоні.
2013 року дебютував в офіційних матчах у складі національної збірної Демократичної Республіки Конго. Мубеле брав участь в провальній для ДР Конго кваліфікації до Чемпіонату світу з футболу 2014 року, вийшовши на поле в матчах проти Лівії та Камеруну.
Він був викликаний до складу національної збірної для участі в Чемпіонаті африканських націй 2014 року та зіграв на цьому турнірі чотири матчі. В 2015 році був викликаний до збірної для участі в Кубку африканських націй 2015 року. На цьому турнірі зіграв 4 матчі: проти Замбії (нічия 1:1), Кабо-Верде (нічия 0:0), Тунісу (1:1) та Кот-д'Івуару (1:3). Разом зі збірною ДР Конго став бронзовим призером турніру. Наразі провів у формі головної команди країни 37 матчів, забивши 8 голів.
У складі збірної був учасником Кубку африканських націй 2017 року у Габоні.

### Голи в футболці збірної
Результат та голи збірної ДР Конго знаходяться спочатку.
| Goal | Date              | Venue                                     | Opponent                         | Score | Result | Competition                       |
| ---- | ----------------- | ----------------------------------------- | -------------------------------- | ----- | ------ | --------------------------------- |
| 1.   | 26 серпня 2013    | Румде Адіджа, Гаруа, Камерун              | Камерун                          | 1–0   | 1–0    | кваліфікація ЧАН 2014             |
| 2.   | 10 вересня 2014   | ТП Мазембе, Лубумбаші, ДР Конго           | Сьєрра-Леоне                     | 1–0   | 2–0    | група D кваліфікації КАН 2015     |
| 3.   | 14 червня 2015    | Тата Рафаель, Кіншаса, ДР Конго           | Мадагаскар                       | 1–0   | 2–0    | група B кваліфікації КАН 2017     |
| 4.   | 12 листопада 2015 | Принц Луї Рвагосаре, Бужумбура, Бурунді   | Бурунді                          | 2–2   | 3–2    | другий раунд кваліфікації ЧС 2018 |
| 5.   | 12 листопада 2015 | Принц Луї Рвагосаре, Бужумбура, Бурунді   | Бурунді                          | 3–2   | 3–2    | другий раунд кваліфікації ЧС 2018 |
| 6.   | 4 вересня 2016    | Стад ді Мартірс, Кіншаса, ДР Конго        | Центральноафриканська Республіка | 2–0   | 4–1    | кваліфікація КАН 2017             |
| 7.   | 24 січня 2017     | Стад ді Мартірс, Кіншаса, ДР Конго        | Лівія                            | 4–0   | 4–0    | другий раунд кваліфікації ЧС 2018 |
| 8.   | 24 січня 2017     | Стад де Порт-Жантіль, Порт-Жантіль, Габон | Того                             | 2–0   | 3–1    | група C КАН 2017                  |

## Досягнення

### Клубні
- Лінафут
  -  Чемпіон (1): 2014/15
- Чемпіон Казахстану (1):

«Астана»: 2019

### У збірній
- Кубок африканських націй
  -  Бронзовий призер (1): 2015